# Mangelia difficilis
Mangelia difficilis é uma espécie de gastrópode do gênero Mangelia, pertencente a família Mangeliidae.